# Незнаёва
Незнаёва (пол.  Nieznajowa, русин. Незнаєва) — несуществующее село в Польше, находившееся на территории гмины Сенкова Горлицкого повета Малопольского воеводства.

## География
Село находилось в 19 км от административного центра Сенкова, 24 км от города Горлице и 123 км от Кракова.

## История
До акции «Висла» (1947 г.) в Незнаёве проживало около 250 человек. Большинство села составляли лемки. Незнаёва была известна своими торгами, которые проходили в ней каждые две недели и ярмарками, проходившими четырежды в год.
В 1947 году жители села были переселены во время операции «Висла» в восточные области Украины и на западные территории Польши. До настоящего времени сохранились руины сельских домов и несколько придорожных распятий. Не сохранилась деревянная церковь святых Космы и Дамиана.
В настоящее время в селе нет постоянного населения. В селе находится несколько домов и студенческая туристическая база («Хата в Незнаёве»).

## Туризм
Через село проходит пеший туристический маршрут Бартне — Баница — Воловец — Незнаёва — Радоцына — Конечна.

## Галерея

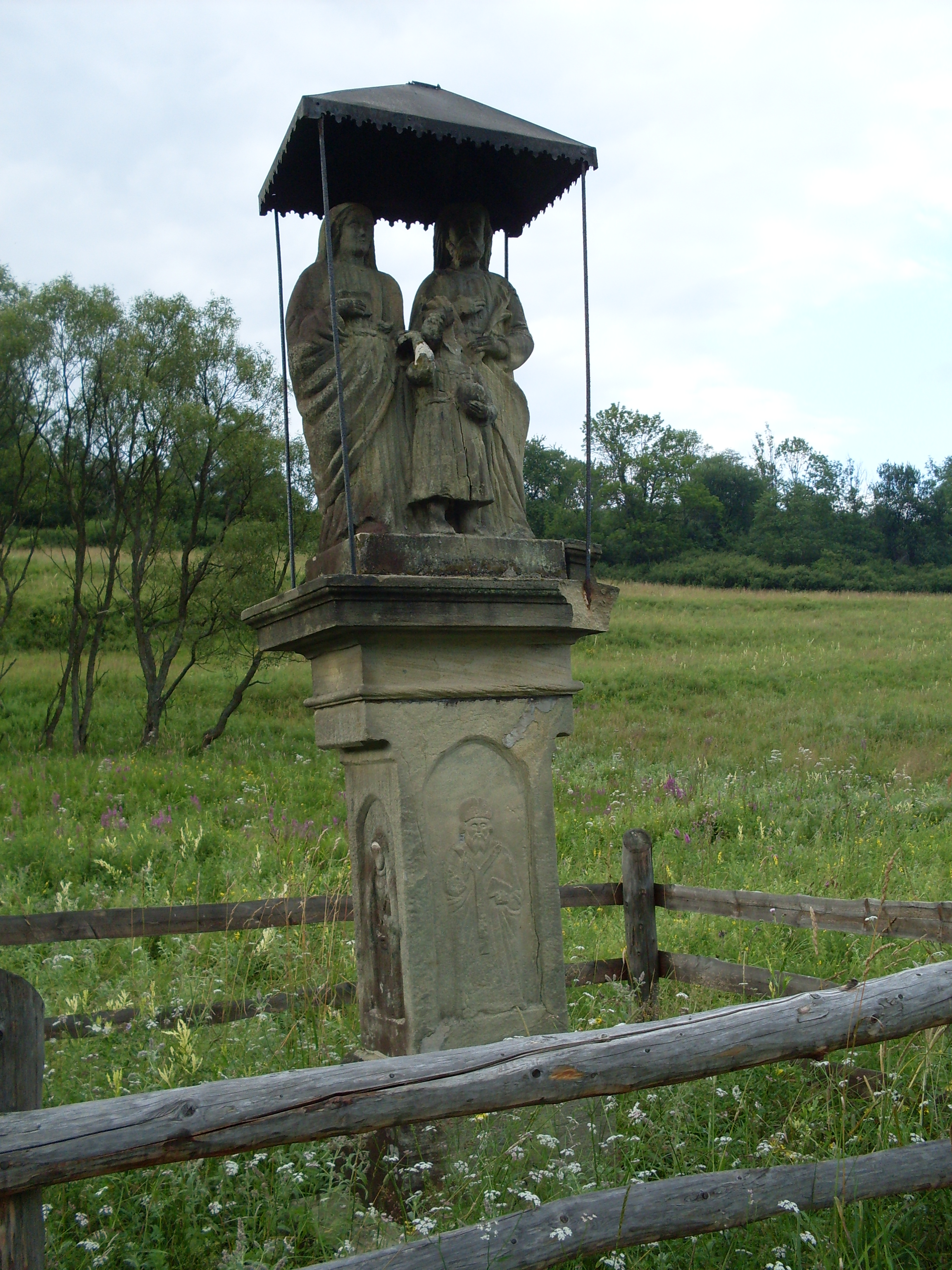
Придорожная фигура святого семейства
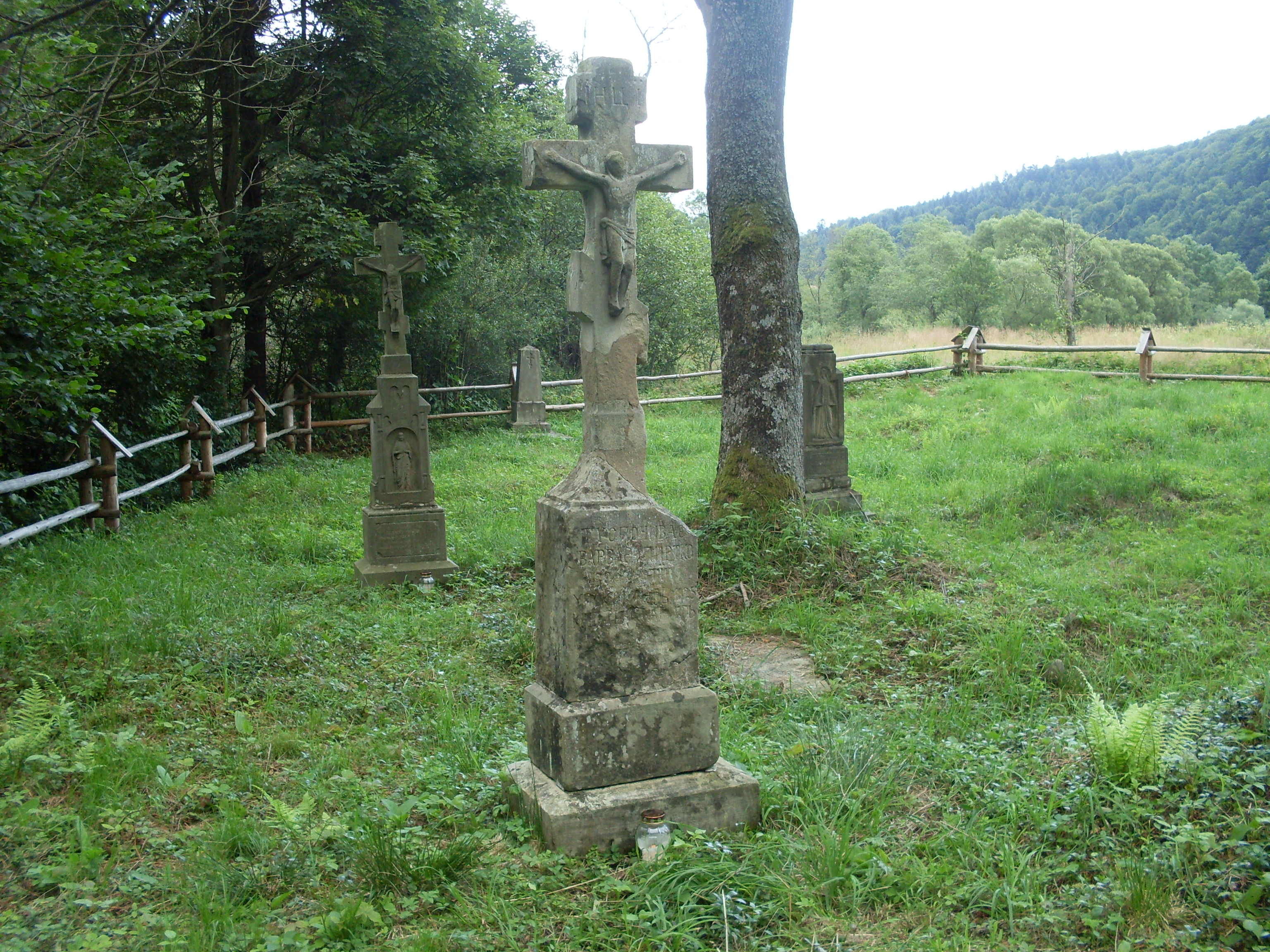
Лемковское кладбище
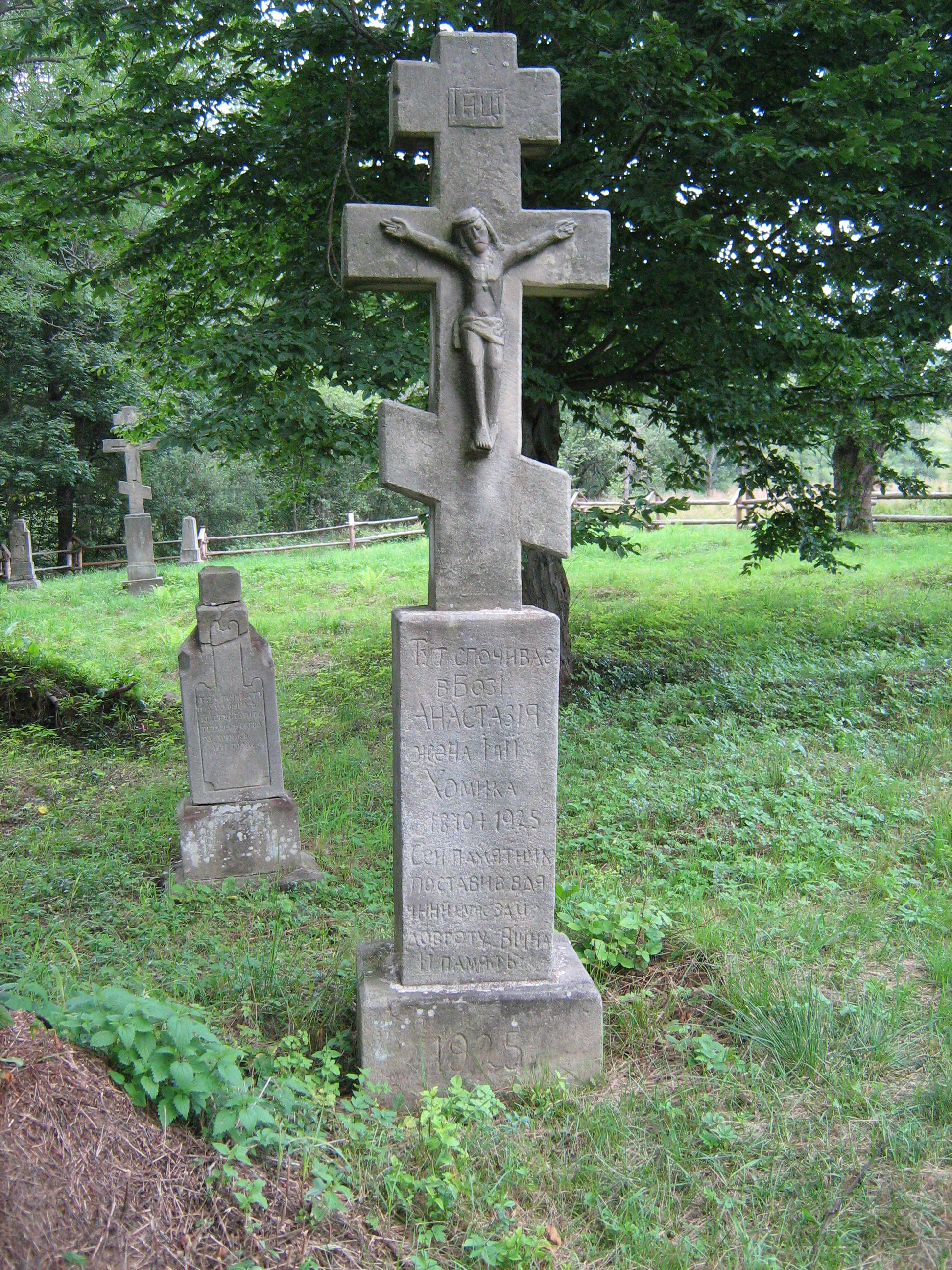
Лемковское кладбище
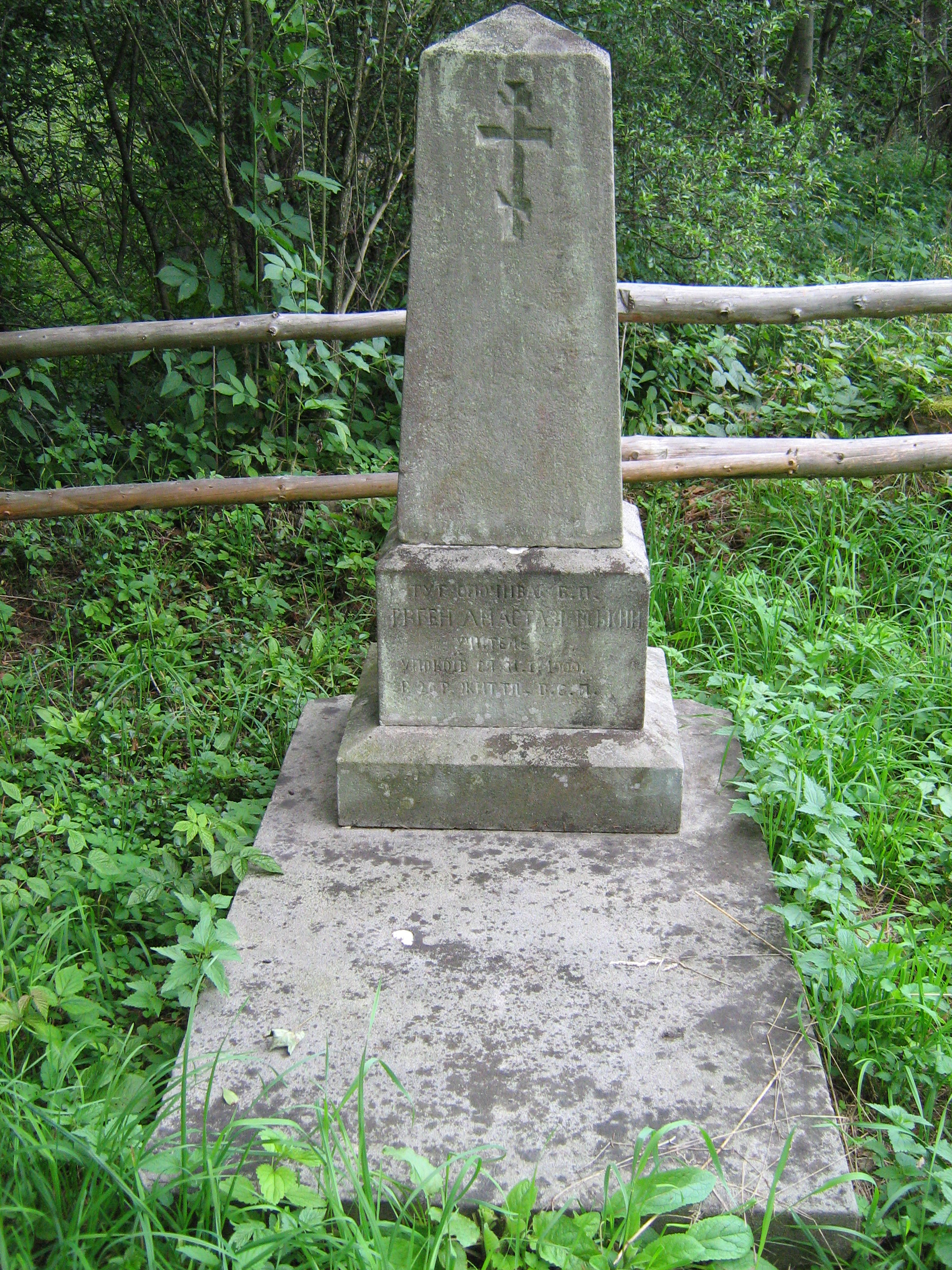
Лемковское кладбище
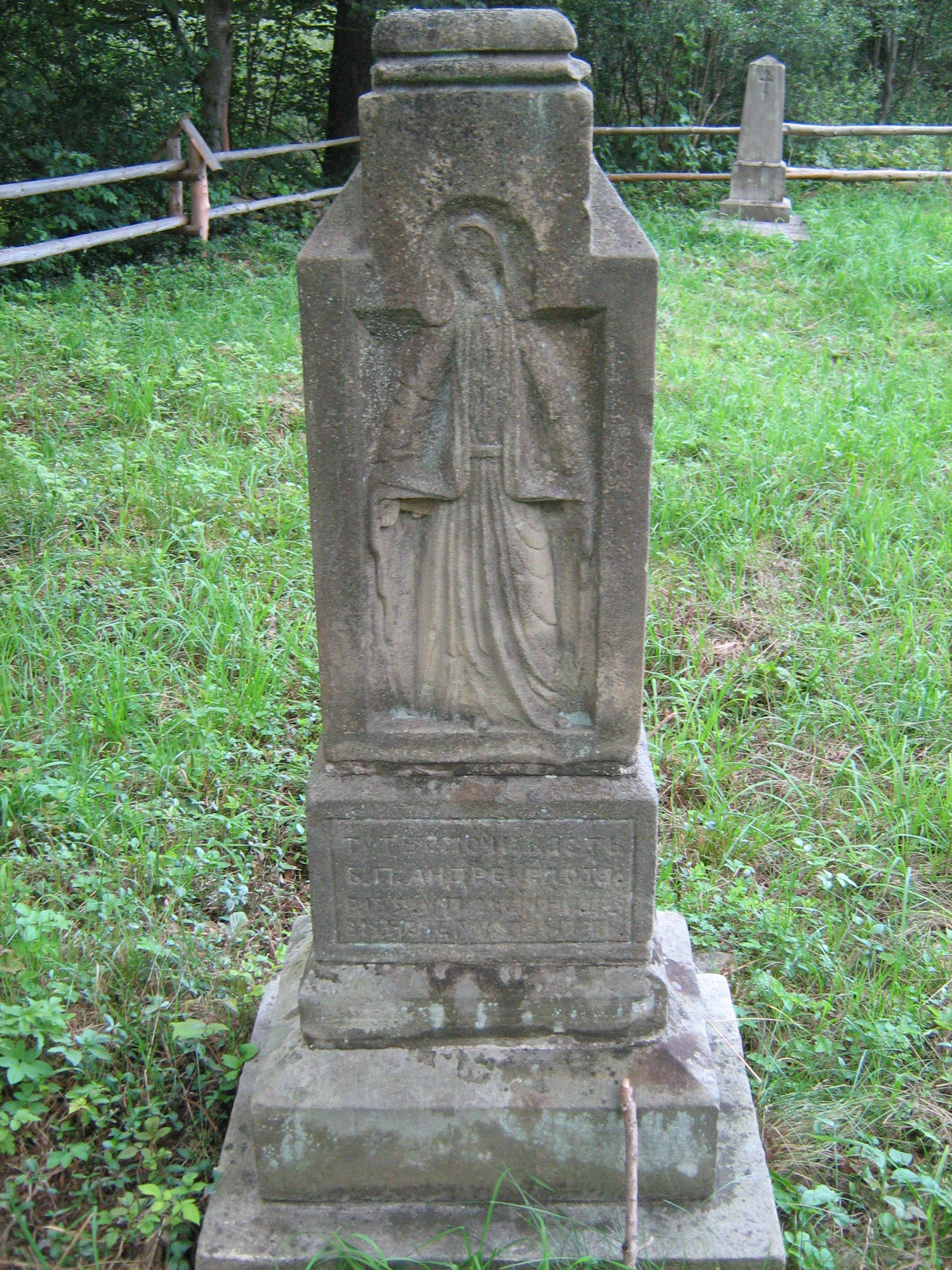
Лемковское кладбище
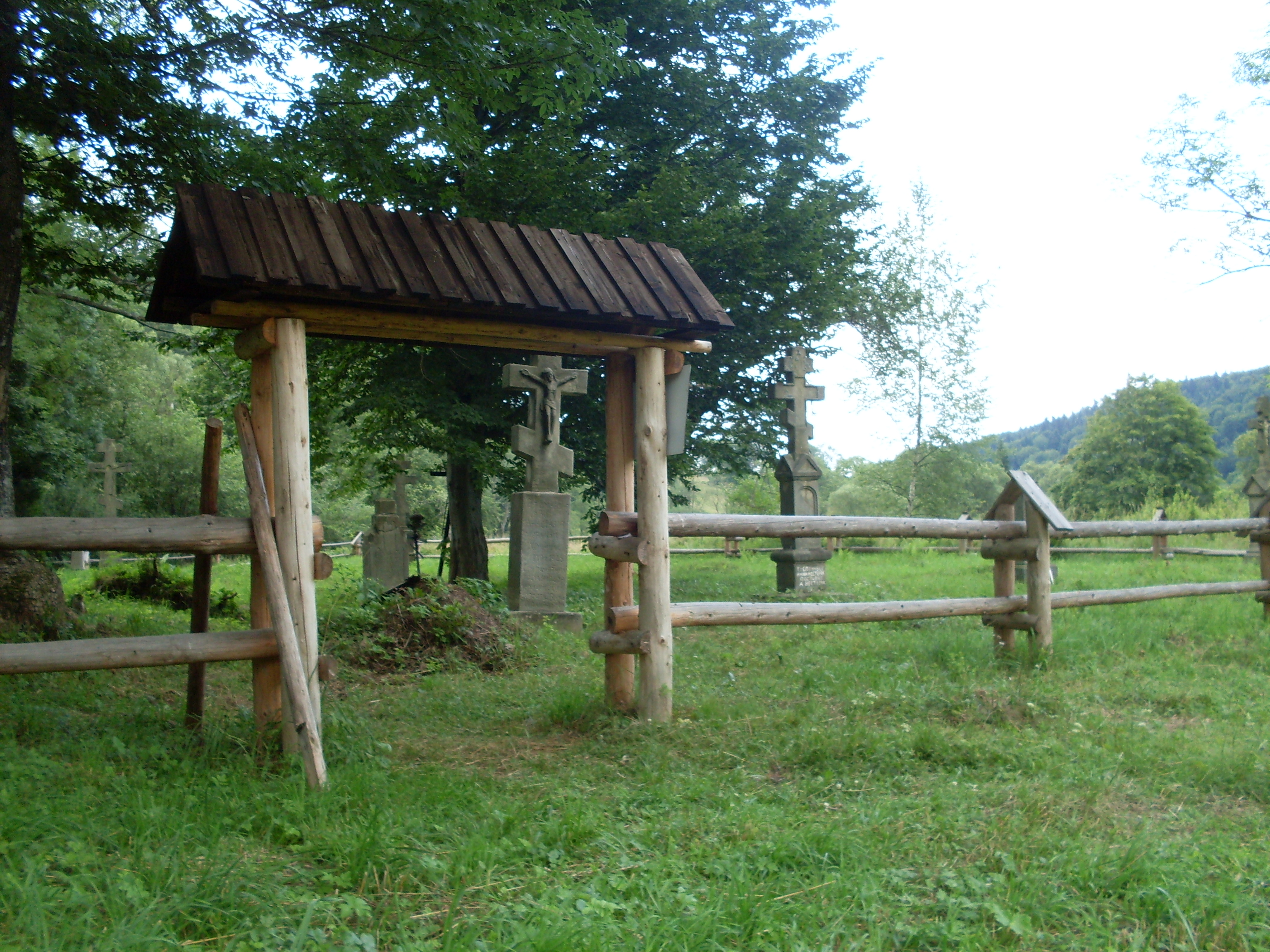
Лемковское кладбище
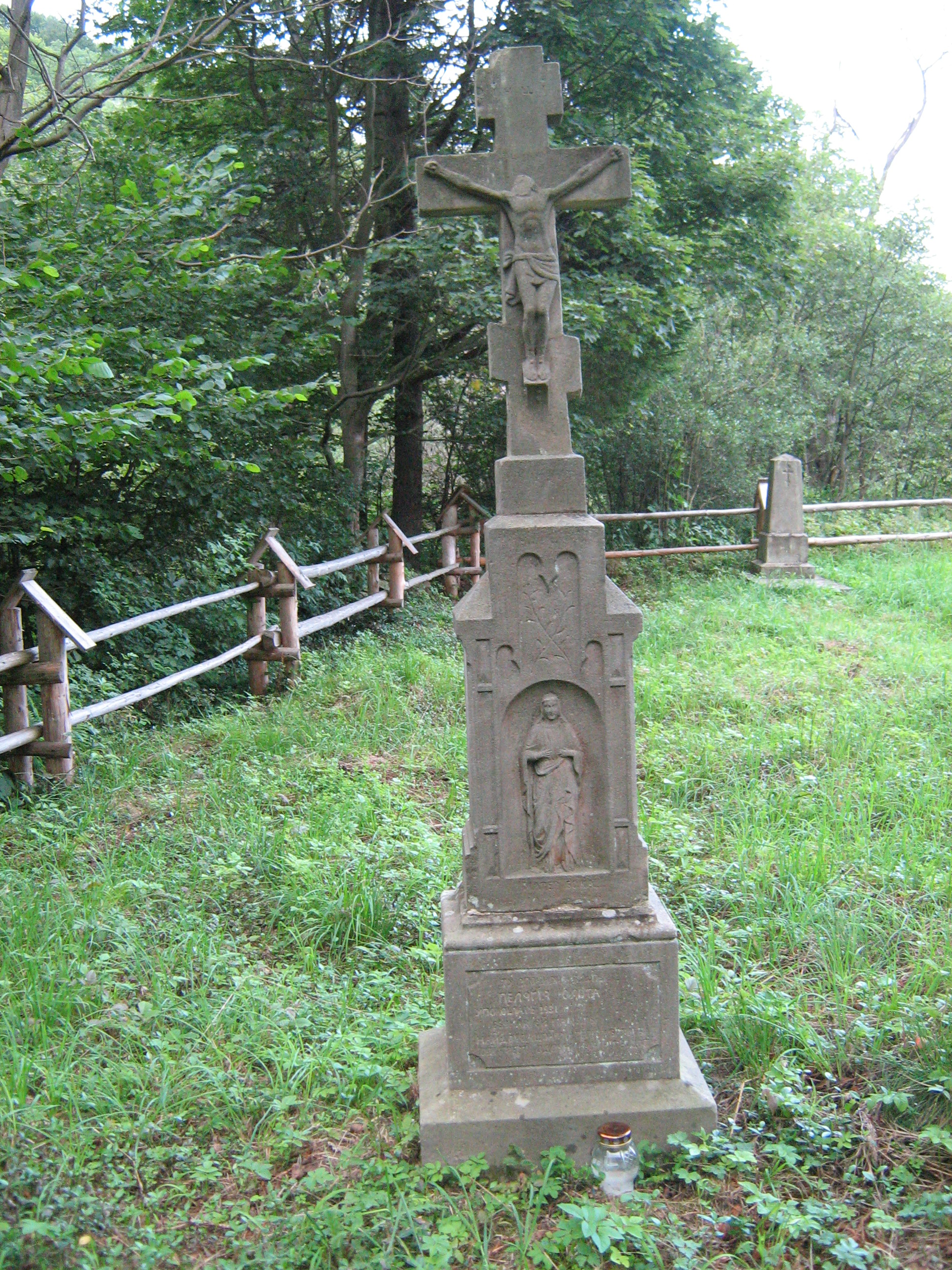
Лемковское кладбище

## Источник
- Nieznajowa, Słownik geograficzny Królestwa Polskiego i innych krajów słowiańskich